# Rättegången om sexuella övergrepp mot Taylor Swift

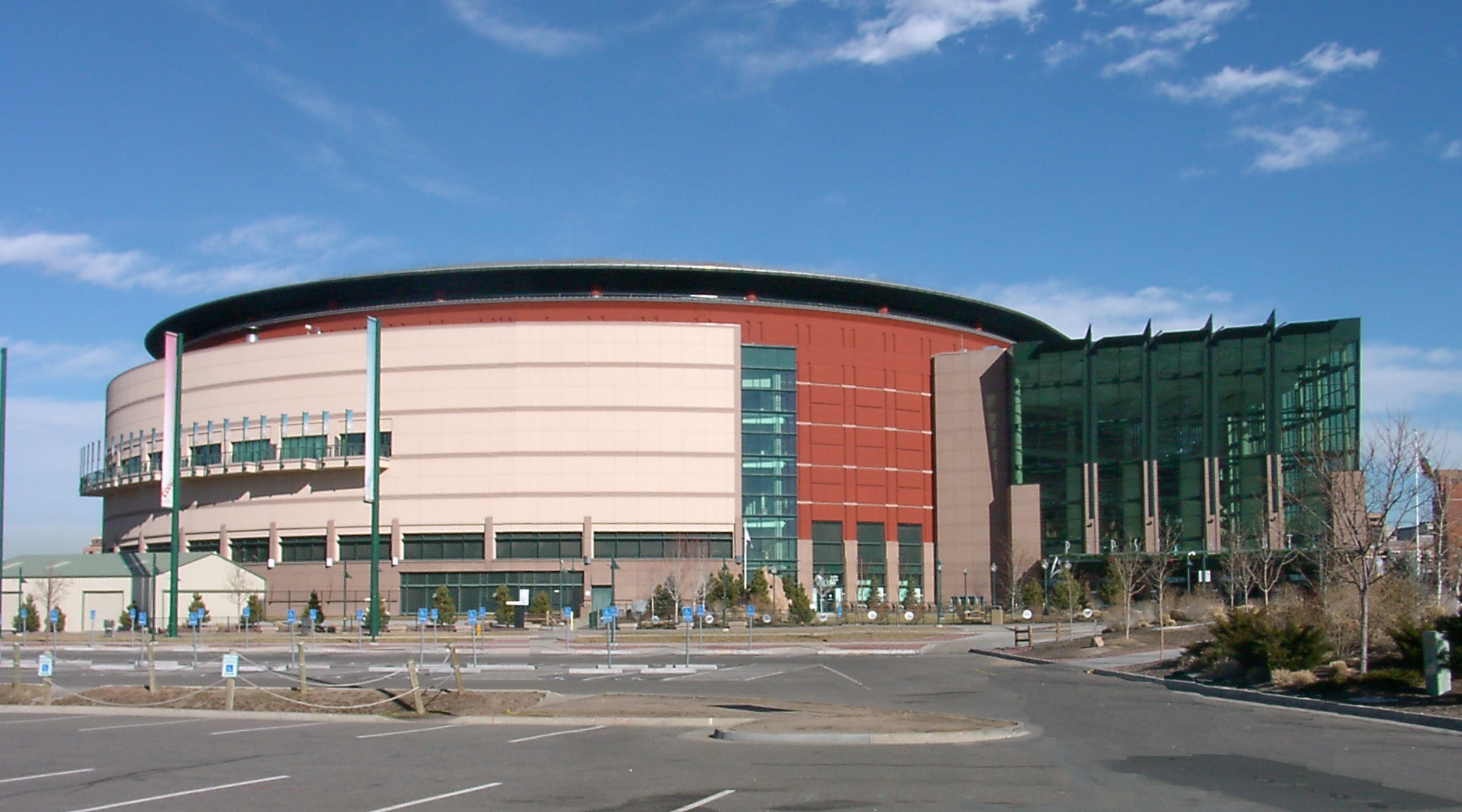
Pepsi Center, platsen för eventet innan konserten.

Rättegången om sexuella övergrepp mot Taylor Swift var ett rättsfall som hölls i USA:s distriktsdomstol för distriktet Colorado. Rättegången involverade David Mueller, en före detta radio-DJ, som ansökte om förtal mot Taylor Swift. Han hävdade att hon fick honom avskedad på felaktiga grunder efter en incident vid ett möte 2013. Swift motstämde sedan Mueller för våldtäkt och sexuella övergrepp och begärde 1 dollar i skadestånd. Rättegången varade i en vecka, med början den 7 augusti 2017, med både Mueller och Swift i rättssalen. Den avslutades på kvällen den 14 augusti 2017 med att juryn dömde till Swifts fördel och beordrade Mueller att betala henne en symbolisk summa av en amerikansk dollar i skadestånd.
Rättegången fick stor uppmärksamhet i media, på grund av Swifts status som offentlig person. Nyheter och medier rapporterade om detaljerna i fallet, samt om allmänhetens reaktion dagligen. I ett uttalande som släpptes av Swift efter rättegången avslöjade hon att hennes skäl för att motstämma var att stärka andra om de har blivit offer för övergrepp, där fallet inträffade bara månader före Me Too-rörelsen. I uttalandet lovade hon också att donera till organisationer som hjälper till att finansiera juridiska kostnader för offer för sexuella övergrepp som väljer att försvara sig själva.

## Bakgrund
Den 2 juni 2013, när hon var på sin tredje konsertturné, deltog Swift i ett event före showen anordnat av KYGO radio innan en av hennes konserter på Pepsi Center i Denver, Colorado.  Många fans och radiostationsanställda var närvarande vid evenemanget, där gästerna var inbjudna att träffa Swift innan de tog bilder med henne.
Vid evenemanget poserade Swift för ett foto med David Mueller, en radioanställd, och hans dåvarande flickvän Shannon Melcher, som också var anställd på radiostationen. Swift påstod att Mueller under fotograferingen sträckte sig under hennes kjol och tog tag i hennes skinka. Omedelbart efter händelsen, när Mueller och Melcher hade lämnat rummet, rapporterade Swift det till sin mamma, turnéledare, samt fotografen och medlemmar av hennes säkerhetsteam. 
Efter händelsen träffade Swifts säkerhetsteam Mueller bakom scenen och anklagade honom för att ha rört henne på ett olämpligt sätt, vilket resulterade i att han eskorterades från konserten. Händelsen rapporterades också till KYGO radio och Mueller avskedades kort efter att de genomfört sin egen utredning av händelsen.

## Rättegång
I september 2015 stämde Mueller Swift för förtal och hävdade att han aldrig hade rört Swift under hennes kjol. Han hävdade att han som ett resultat av de falska påståendena förlorat sitt jobb på felaktiva grunder. Han hävdade även att hans offentliga image hade även blivit nedsmutsad och han hade helt omotiverat förbjudits att besöka någon av Swifts framtida konserter.
Mueller stämde Swift på cirka 3 miljoner dollar för förlorade inkomster, och angav att han tjänade cirka 150 000 dollar per år på KYGO, samt att radiokarriärer "kan sträcka sig över 20 år". I sin stämningsansökan erkände han att Swift hade blivit överfallen men skyllde istället på KYGO-anställde Eddie Haskell och hävdade att Swift och hennes team tagit fel på person.
Följande månad lämnade Swift in en stämningsansökan för misshandel och övergrepp. I rättegången uttryckte hon att hon var helt medveten om vem som hade överfallit henne, och nämnde Mueller som den person som medvetet famlade efter hennes skinka, på ett olämpligt sätt och utan hennes tillåtelse. Stämningen angav också att Mueller innan han började på KYGO inte hade arbetat på radio sedan maj 2006 och dessförinnan hade han blivit avskedad två gånger från radioanställningar. I sin stämningsansökan krävde Swift en juryrättegång och uttryckte att alla pengar hon eventuellt skulle få från rättegången skulle doneras till välgörenhetsorganisationer som skyddar kvinnor från sexuella övergrepp och andra våldshandlingar.

## Efterspel
I december 2017 utsågs Swift till "Silence Breaker" i Time Magazines Person of the Year-nummer. I tidningen berättade Swift om överfallet och rättegången, och beskrev hur det kändes att vittna, samt gav råd som hon skulle ge sina fans. Hon avslöjade också att hon det datumet ännu inte hade fått den symboliska dollarn i skadestånd.
Swift berättade även om att det var flest gånger termen "ass" hade uttalats i Colorado Federal Court.
Det har också spekulerats att Swift hänvisade till rättegången i sin musikvideo till "Look What You Made Me Do", men detta har aldrig bekräftats av Swift själv.